# 在日カナダ人
在日カナダ人（ざいにちカナダじん）は、日本に一定期間在住するカナダ国籍の人々である。

## 統計
日本の法務省の在留外国人統計によると、2023年12月末時点で在日カナダ人は11,670人である。
在留資格別（7位まで）
| 順位 | 在留資格                 | 人数  |
| ---- | ------------------------ | ----- |
| 1    | 永住者                   | 4,229 |
| 2    | 日本人の配偶者等         | 1,963 |
| 3    | 技術・人文知識・国際業務 | 1,617 |
| 4    | 教育                     | 1,088 |
| 5    | 留学                     | 596   |
| 6    | 家族滞在                 | 554   |
| 7    | 特定活動                 | 511   |

都道府県別（10位まで）
| 順位 | 都道府県 | 人数  |
| ---- | -------- | ----- |
| 1    | 東京     | 3,878 |
| 2    | 神奈川   | 1,057 |
| 3    | 大阪     | 751   |
| 4    | 千葉     | 566   |
| 5    | 兵庫     | 551   |
| 6    | 北海道   | 508   |
| 7    | 愛知     | 437   |
| 8    | 埼玉     | 430   |
| 9    | 京都     | 367   |
| 10   | 福岡     | 345   |

## 著名人

### プロ野球選手
- ナイジェル・ウィルソン
- アーロン・ガイエル
- スコット・マシソン

### その他スポーツ選手
- レイズ・カヨル
- レネ・ゴーゲン
- スコット・モリソン - バスケットボール選手

### タレント
- blanc.
- アンダーソン静香
- ミカエラ・ブレスウェート
- ジェフリー・ロウ - 俳優、声優、ナレーター、プロデューサー

### 教育者
- イザベラ・ブラックモーア